# Saison 2008 de l'ATP
Cet article traite de la saison 2008 masculine. Pour la saison 2008 féminine, voir Saison 2008 de la WTA.
Pour un article plus général, voir 2008 en tennis.
Pour un article plus général, voir ATP World Tour.
Vainqueurs des tournois majeurs
Cet article rassemble les résultats des tournois de tennis masculin de la saison 2008. Celle-ci est constituée de 68 tournois répartis en plusieurs catégories :
- 62 organisés par l'ATP :
  - les Masters Series, au nombre de 9 ;
  - les International Series Gold, au nombre de 9 :
  - les International Series, au nombre de 42 ;
  - la Tennis Masters Cup qui réunit les huit meilleurs joueurs et paires au classement ATP Race en fin de saison ;
  - la World Team Cup (compétition par équipes).
- 6 organisés par l'ITF :
  - les 4 tournois du Grand Chelem ;
  - les Jeux Olympiques qui se déroulent à Pékin ;
  - la Coupe Davis (compétition par équipes).

La Hopman Cup est une compétition mixte (par équipes), elle est organisée par l'ITF.

## Résumé de la saison
La saison 2008 de l'ATP est marquée par la domination de Rafael Nadal. L'Espagnol atteint le dernier carré de chaque Grand Chelem et remporte la Coupe Davis avec l'Espagne. Après avoir remporté son 4e Roland-Garros consécutif, il parvient enfin à battre Roger Federer en finale de Wimbledon après 2 échecs consécutifs. La rencontre opposant les deux hommes est considérée comme l'un des plus grands matchs de tous les temps. Rafael Nadal devient numéro 1 mondial le 18 août, mettant fin à 237 semaines consécutives de domination de Federer.
Roger Federer échoue dans la défense de presque tous ses titres. Il est éliminé en demi-finale de l'Open d'Australie après 10 finales de tournois majeurs consécutifs. Après une 3e défaite consécutive en finale de Roland-Garros, il perd son titre à Wimbledon, où il est quintuple tenant du titre. Il ne remporte aucun Masters 1000 et échoue en poule à la Masters Cup. Il remporte cependant son 5e US Open consécutif et finit l'année numéro 2 mondial.
Novak Djokovic confirme son statut de troisième homme. Il remporte son premier Grand Chelem en Australie, la Masters Cup et 2 Masters 1000. Andy Murray est la grande révélation de cette année : 4e mondial, il remporte 2 Masters 1000 et atteint la finale de l'US Open.
Deux Français intègrent le top 10 : Jo-Wilfried Tsonga, 6e, finaliste en Australie et vainqueur à Bercy et Gilles Simon, 7e, qui bat Federer deux fois cette année. Nikolay Davydenko, très régulier et vainqueur à Miami, finit l'année à la 5e place mondiale.
Gilles Simon et Andy Murray sont les seuls joueurs à avoir battu les trois meilleurs joueurs mondiaux durant cette saison : Rafael Nadal, Roger Federer et Novak Djokovic.

## Nouveautés de la saison
- Comme chaque année olympique, le calendrier est remanié pour libérer 2 semaines de compétition afin d'organiser le tournoi olympique. Les autres (véritables) changements concernent la catégorie International Series :
  - Sopot (terre (ext.)) est remplacé par Varsovie (même surface) et avancé de 6 semaines.
  - Bombay (dur (ext.)) disparaît du calendrier sans être remplacé.

## Classements

### Évolution du top 10
| Rang | Nom               | Points |
| ---- | ----------------- | ------ |
| 1    | Roger Federer     | 7180   |
| 2    | Rafael Nadal      | 5735   |
| 3    | Novak Djokovic    | 4470   |
| 4    | Nikolay Davydenko | 2825   |
| 5    | David Ferrer      | 2750   |
| 6    | Andy Roddick      | 2530   |
| 7    | Fernando González | 2005   |
| 8    | Richard Gasquet   | 1930   |
| 9    | David Nalbandian  | 1775   |
| 10   | Tommy Robredo     | 1765   |

| Rang | Nom            | Points |
| ---- | -------------- | ------ |
| 1    | Bob Bryan      | 6075   |
| 1    | Mike Bryan     | 6075   |
| 3    | Daniel Nestor  | 4300   |
| 4    | Mark Knowles   | 3995   |
| 5    | Nenad Zimonjić | 3690   |
| 6    | Pavel Vízner   | 3610   |
| 7    | Julian Knowle  | 3600   |
| 8    | Simon Aspelin  | 3355   |
| 9    | Lukáš Dlouhý   | 3120   |
| 10   | Paul Hanley    | 3070   |
| 10   | Kevin Ullyett  | 3070   |

| Rang | Évolution       | Nom                   | Points |
| ---- | --------------- | --------------------- | ------ |
| 1    | en augmentation | Rafael Nadal          | 6675   |
| 2    | en diminution   | Roger Federer         | 5305   |
| 3    | en stagnation   | Novak Djokovic        | 5295   |
| 4    | en augmentation | Andy Murray           | 3720   |
| 5    | en diminution   | Nikolay Davydenko     | 2715   |
| 6    | en augmentation | Jo-Wilfried Tsonga    | 2050   |
| 7    | en augmentation | Gilles Simon          | 1980   |
| 8    | en diminution   | Andy Roddick          | 1970   |
| 9    | en augmentation | Juan Martín del Potro | 1945   |
| 10   | en augmentation | James Blake           | 1775   |

| Rang | Évolution       | Nom             | Points |
| ---- | --------------- | --------------- | ------ |
| 1    | en augmentation | Nenad Zimonjić  | 5320   |
| 1    | en augmentation | Daniel Nestor   | 5320   |
| 3    | en diminution   | Bob Bryan       | 5225   |
| 3    | en diminution   | Mike Bryan      | 5225   |
| 5    | en augmentation | Andy Ram        | 3370   |
| 6    | en augmentation | Mahesh Bhupathi | 3295   |
| 7    | en diminution   | Mark Knowles    | 3275   |
| 8    | en augmentation | Kevin Ullyett   | 3265   |
| 9    | en augmentation | Jonas Bjorkman  | 3140   |
| 10   | en augmentation | Leander Paes    | 2900   |

### Statistiques du top 20
| Rang | Joueur                | Points | Évolution     |
| ---- | --------------------- | ------ | ------------- |
| 1    | Rafael Nadal          | 6675   | +1            |
| 2    | Roger Federer         | 5305   | -1            |
| 3    | Novak Djokovic        | 5295   | en stagnation |
| 4    | Andy Murray           | 3720   | +7            |
| 5    | Nikolay Davydenko     | 2715   | -1            |
| 6    | Jo-Wilfried Tsonga    | 2050   | +37           |
| 7    | Gilles Simon          | 1980   | +22           |
| 8    | Andy Roddick          | 1930   | -2            |
| 9    | Juan Martín del Potro | 1945   | +33           |
| 10   | James Blake           | 1775   | +3            |
| 11   | David Nalbandian      | 1725   | -2            |
| 12   | David Ferrer          | 1695   | -7            |
| 13   | Stanislas Wawrinka    | 1510   | +23           |
| 14   | Gaël Monfils          | 1475   | +24           |
| 15   | Fernando González     | 1420   | -8            |
| 16   | Fernando Verdasco     | 1415   | +10           |
| 17   | Robin Söderling       | 1325   | +24           |
| 18   | Nicolás Almagro       | 1270   | +10           |
| 19   | Igor Andreev          | 1245   | +14           |
| 20   | Tomáš Berdych         | 1215   | -6            |

| Rang | Joueur              | Points |
| ---- | ------------------- | ------ |
| 1    | Daniel Nestor       | 5320   |
| 1    | Nenad Zimonjić      | 5320   |
| 3    | Bob Bryan           | 5225   |
| 3    | Mike Bryan          | 5225   |
| 5    | Andy Ram            | 3370   |
| 6    | Mahesh Bhupathi     | 3295   |
| 7    | Mark Knowles        | 3275   |
| 8    | Kevin Ullyett       | 3265   |
| 9    | Jonas Björkman      | 3140   |
| 10   | Leander Paes        | 2900   |
| 11   | Jonathan Erlich     | 2810   |
| 12   | Jeff Coetzee        | 2560   |
| 13   | Lukáš Dlouhý        | 2523   |
| 14   | Wesley Moodie       | 2380   |
| 15   | Mariusz Fyrstenberg | 2250   |
| 15   | Marcin Matkowski    | 2250   |
| 17   | Luis Horna          | 2150   |
| 18   | Michaël Llodra      | 2010   |
| 19   | Marcelo Melo        | 1790   |
| 20   | André Sá            | 1690   |

| Rang | Équipe              |
| ---- | ------------------- |
| 1    | Daniel Nestor       |
| 1    | Nenad Zimonjić      |
| 2    | Bob Bryan           |
| 2    | Mike Bryan          |
| 3    | Mahesh Bhupathi     |
| 3    | Mark Knowles        |
| 4    | Jonas Björkman      |
| 4    | Kevin Ullyett       |
| 5    | Jonathan Erlich     |
| 5    | Andy Ram            |
| 6    | Jeff Coetzee        |
| 6    | Wesley Moodie       |
| 7    | Mariusz Fyrstenberg |
| 7    | Marcin Matkowski    |
| 8    | Lukáš Dlouhý        |
| 8    | Leander Paes        |
| 9    | Marcelo Melo        |
| 9    | André Sá            |
| 10   | Simon Aspelin       |
| 10   | Julian Knowle       |

## Palmarès
| Épreuve          | Or                               | Argent                         | Bronze               | 4e place                      |
| Simple messieurs | Rafael Nadal                     | Fernando González              | Novak Djokovic       | James Blake                   |
| Double messieurs | Roger Federer Stanislas Wawrinka | Simon Aspelin Thomas Johansson | Bob Bryan Mike Bryan | Michaël Llodra Arnaud Clément |

| Catégorie                     |
| ----------------------------- |
| Grand Chelem                  |
| ATP Masters Cup               |
| ATP Masters Series            |
| ATP International Series Gold |
| ATP International Series      |

### Simple
| No | Date       | Nom et lieu du tournoi                                        | Catégorie      | Dotation    | Surface         | Vainqueur             | Finaliste             | Score                     | [ 1 ]   |
| -- | ---------- | ------------------------------------------------------------- | -------------- | ----------- | --------------- | --------------------- | --------------------- | ------------------------- | ------- |
| 1  | 31/12/2007 | Next Generation Adelaide International, Adélaïde              | Int' Series    | 440 000 $   | Dur (ext.)      | Michaël Llodra        | Jarkko Nieminen       | 6-3, 6-4                  | Tableau |
| 2  | 31/12/2007 | Chennai Open, Chennai                                         | Int' Series    | 411 000 $   | Dur (ext.)      | Mikhail Youzhny       | Rafael Nadal          | 6-0, 6-1                  | Tableau |
| 3  | 31/12/2007 | Qatar ExxonMobil Open, Doha                                   | Int' Series    | 1 024 000 $ | Dur (ext.)      | Andy Murray           | Stanislas Wawrinka    | 6-4, 4-6, 6-2             | Tableau |
| 4  | 07/01/2008 | Heineken Open, Auckland                                       | Int' Series    | 439 000 $   | Dur (ext.)      | Philipp Kohlschreiber | Juan Carlos Ferrero   | 7-64, 7-5                 | Tableau |
| 5  | 07/01/2008 | Medibank International, Sydney                                | Int' Series    | 440 000 $   | Dur (ext.)      | Dmitri Toursounov     | Chris Guccione        | 7-63, 7-64                | Tableau |
| 6  | 14/01/2008 | Australian Open, Melbourne                                    | G. Chelem      | 9 609 $     | Dur (ext.)      | Novak Djokovic        | Jo-Wilfried Tsonga    | 4-6, 6-4, 6-3, 7-62       | Tableau |
| 7  | 28/01/2008 | Movistar Open, Viña del Mar                                   | Int' Series    | 437 000 $   | Terre (ext.)    | Fernando González     | Juan Mónaco           | Forfait                   | Tableau |
| 8  | 11/02/2008 | Brasil Open, Costa do Sauípe                                  | Int' Series    | 460 000 $   | Terre (ext.)    | Nicolás Almagro       | Carlos Moyà           | 7-64, 3-6, 7-5            | Tableau |
| 9  | 11/02/2008 | Delray Beach International Tennis Championships, Delray Beach | Int' Series    | 411 000 $   | Dur (ext.)      | Kei Nishikori         | James Blake           | 3-6, 6-1, 6-4             | Tableau |
| 10 | 11/02/2008 | Open 13, Marseille                                            | Int' Series    | 513 000 €   | Dur (int.)      | Andy Murray           | Mario Ančić           | 6-3, 6-4                  | Tableau |
| 11 | 18/02/2008 | Copa Telmex, Buenos Aires                                     | Int' Series    | 441 000 $   | Terre (ext.)    | David Nalbandian      | José Acasuso          | 3-6, 7-65, 6-4            | Tableau |
| 12 | 18/02/2008 | ABN AMRO World Tennis Tournament, Rotterdam                   | Series Gold    | 803 000 €   | Dur (int.)      | Michaël Llodra        | Robin Söderling       | 63-7, 6-3, 7-64           | Tableau |
| 13 | 18/02/2008 | SAP Open, San José                                            | Int' Series    | 411 000 $   | Dur (int.)      | Andy Roddick          | Radek Štěpánek        | 6-4, 7-5                  | Tableau |
| 14 | 25/02/2008 | Abierto Mexicano Telcel, Acapulco                             | Series Gold    | 769 000 $   | Terre (ext.)    | Nicolás Almagro       | David Nalbandian      | 6-1, 7-61                 | Tableau |
| 15 | 25/02/2008 | Regions Morgan Keegan Championships, Memphis                  | Series Gold    | 769 000 $   | Dur (int.)      | Steve Darcis          | Robin Söderling       | 6-3, 7-65                 | Tableau |
| 16 | 25/02/2008 | PBZ Zagreb Indoors, Zagreb                                    | Int' Series    | 349 000 €   | Dur (int.)      | Serhiy Stakhovsky     | Ivan Ljubičić         | 7-5, 6-4                  | Tableau |
| 17 | 03/03/2008 | The Barclays Dubai Tennis Championships, Dubaï                | Series Gold    | 1 401 000 $ | Dur (ext.)      | Andy Roddick          | Feliciano López       | 68-7, 6-4, 6-2            | Tableau |
| 18 | 03/03/2008 | Tennis Channel Open, Las Vegas                                | Int' Series    | 411 000 $   | Dur (ext.)      | Sam Querrey           | Kevin Anderson        | 4-6, 6-3, 6-4             | Tableau |
| 19 | 13/03/2008 | Pacific Life Open, Indian Wells                               | Masters Series | 3 339 000 $ | Dur (ext.)      | Novak Djokovic        | Mardy Fish            | 6-2, 5-7, 6-3             | Tableau |
| 20 | 27/03/2008 | Sony Ericsson Open, Miami                                     | Masters Series | 3 520 000 $ | Dur (ext.)      | Nikolay Davydenko     | Rafael Nadal          | 6-4, 6-2                  | Tableau |
| 21 | 14/04/2008 | Estoril Open, Estoril                                         | Int' Series    | 349 000 €   | Terre (ext.)    | Roger Federer         | Nikolay Davydenko     | 7-65, 1-2 ab.             | Tableau |
| 22 | 14/04/2008 | US Men's Clay Court Championship, Houston                     | Int' Series    | 411 000 $   | Terre (ext.)    | Marcel Granollers     | James Blake           | 6-4, 1-6, 7-5             | Tableau |
| 23 | 14/04/2008 | Open de Tenis Comunidad Valenciana, Valence                   | Int' Series    | 349 000 €   | Terre (ext.)    | David Ferrer          | Nicolás Almagro       | 4-6, 6-2, 7-62            | Tableau |
| 24 | 20/04/2008 | Masters Series Monte-Carlo presented by Rolex, Monte-Carlo    | Masters Series | 2 057 000 € | Terre (ext.)    | Rafael Nadal          | Roger Federer         | 7-5, 7-5                  | Tableau |
| 25 | 28/04/2008 | Open Sabadell Atlántico, Barcelone                            | Series Gold    | 803 000 €   | Terre (ext.)    | Rafael Nadal          | David Ferrer          | 6-1, 4-6, 6-1             | Tableau |
| 26 | 28/04/2008 | BMW Open by FWU AG, Munich                                    | Int' Series    | 349 000 €   | Terre (ext.)    | Fernando González     | Simone Bolelli        | 7-64, 64-7, 6-3           | Tableau |
| 27 | 05/05/2008 | Internazionali BNL d'Italia, Rome                             | Masters Series | 2 057 000 € | Terre (ext.)    | Novak Djokovic        | Stanislas Wawrinka    | 4-6, 6-3, 6-3             | Tableau |
| 28 | 11/05/2008 | Masters Series Hamburg presented by EON Hanse, Hambourg       | Masters Series | 2 057 000 € | Terre (ext.)    | Rafael Nadal          | Roger Federer         | 7-5, 63-7, 6-3            | Tableau |
| 29 | 18/05/2008 | Grand-Prix Hassan II, Casablanca                              | Int' Series    | 349 000 €   | Terre (ext.)    | Gilles Simon          | Julien Benneteau      | 7-5, 6-2                  | Tableau |
| 30 | 18/05/2008 | Hypo Group Tennis International, Pörtschach                   | Int' Series    | 349 000 €   | Terre (ext.)    | Nikolay Davydenko     | Juan Mónaco           | 6-2, 2-6, 6-2             | Tableau |
| 31 | 25/05/2008 | Roland-Garros, Paris                                          | G. Chelem      | 7 077 680 € | Terre (ext.)    | Rafael Nadal          | Roger Federer         | 6-1, 6-3, 6-0             | Tableau |
| 32 | 09/06/2008 | Gerry Weber Open, Halle (Westf.)                              | Int' Series    | 692 000 €   | Gazon (ext.)    | Roger Federer         | Philipp Kohlschreiber | 6-3, 6-4                  | Tableau |
| 33 | 09/06/2008 | The Artois Championships, Londres                             | Int' Series    | 692 000 €   | Gazon (ext.)    | Rafael Nadal          | Novak Djokovic        | 7-66, 7-5                 | Tableau |
| 34 | 09/06/2008 | Orange Warsaw Open, Varsovie                                  | Int' Series    | 404 000 €   | Terre (ext.)    | Nikolay Davydenko     | Tommy Robredo         | 6-3, 6-3                  | Tableau |
| 35 | 15/06/2008 | Ordina Open, Bois-le-Duc                                      | Int' Series    | 349 000 €   | Gazon (ext.)    | David Ferrer          | Marc Gicquel          | 6-4, 6-2                  | Tableau |
| 36 | 16/06/2008 | The Slazenger Open, Nottingham                                | Int' Series    | 349 000 €   | Gazon (ext.)    | Ivo Karlović          | Fernando Verdasco     | 7-5, 64-7, 7-68           | Tableau |
| 37 | 23/06/2008 | The Championships, Wimbledon                                  | G. Chelem      | 5 257 000 £ | Gazon (ext.)    | Rafael Nadal          | Roger Federer         | 6-4, 6-4, 65-7, 68-7, 9-7 | Tableau |
| 38 | 07/07/2008 | Catella Swedish Open, Båstad                                  | Int' Series    | 305 000 €   | Terre (ext.)    | Tommy Robredo         | Tomáš Berdych         | 6-4, 6-1                  | Tableau |
| 39 | 07/07/2008 | Allianz Suisse Open, Gstaad                                   | Int' Series    | 368 000 €   | Terre (ext.)    | Victor Hănescu        | Igor Andreev          | 6-3, 6-4                  | Tableau |
| 40 | 07/07/2008 | Campbell’s Hall of Fame Tennis Championships, Newport         | Int' Series    | 360 000 $   | Gazon (ext.)    | Fabrice Santoro       | Prakash Amritraj      | 6-3, 7-5                  | Tableau |
| 41 | 07/07/2008 | MercedesCup, Stuttgart                                        | Series Gold    | 547 000 €   | Terre (ext.)    | Juan Martín del Potro | Richard Gasquet       | 6-4, 7-5                  | Tableau |
| 42 | 14/07/2008 | Dutch Open Tennis, Amersfoort                                 | Int' Series    | 305 000 €   | Terre (ext.)    | Albert Montañés       | Steve Darcis          | 1-6, 7-5, 6-3             | Tableau |
| 43 | 14/07/2008 | Indianapolis Tennis Championships, Indianapolis               | Int' Series    | 500 000 $   | Dur (ext.)      | Gilles Simon          | Dmitri Toursounov     | 6-4, 6-4                  | Tableau |
| 44 | 14/07/2008 | Austrian Open, Kitzbühel                                      | Series Gold    | 550 000 €   | Terre (ext.)    | Juan Martín del Potro | Jürgen Melzer         | 6-2, 6-1                  | Tableau |
| 45 | 14/07/2008 | Studena Croatia Open, Umag                                    | Int' Series    | 305 000 €   | Terre (ext.)    | Fernando Verdasco     | Igor Andreev          | 3-6, 6-4, 7-64            | Tableau |
| 46 | 21/07/2008 | Rogers Cup, Toronto                                           | Masters Series | 2 365 000 $ | Dur (ext.)      | Rafael Nadal          | Nicolas Kiefer        | 6-3, 6-2                  | Tableau |
| 47 | 28/07/2008 | Western & Southern Financial Group Masters, Cincinnati        | Masters Series | 2 365 000 $ | Dur (ext.)      | Andy Murray           | Novak Djokovic        | 7-64, 7-65                | Tableau |
| 48 | 04/08/2008 | Countrywide Classic, Los Angeles                              | Int' Series    | 450 000 $   | Dur (ext.)      | Juan Martín del Potro | Andy Roddick          | 6-1, 7-62                 | Tableau |
| 49 | 10/08/2008 | Legg Mason Tennis Classic, Washington                         | Int' Series    | 483 000 $   | Dur (ext.)      | Juan Martín del Potro | Viktor Troicki        | 6-3, 6-3                  | Tableau |
| 50 | 11/08/2008 | Jeux olympiques, Pékin                                        | J. olympiques  | NC $        | Dur (ext.)      | Rafael Nadal          | Fernando González     | 6-3, 7-62, 6-3            | Tableau |
| 51 | 17/08/2008 | Pilot Pen Tennis, New Haven                                   | Int' Series    | 683 000 $   | Dur (ext.)      | Marin Čilić           | Mardy Fish            | 6-4, 4-6, 6-2             | Tableau |
| 52 | 25/08/2008 | US Open, Flushing Meadows                                     | G. Chelem      | 9 350 000 $ | Dur (ext.)      | Roger Federer         | Andy Murray           | 6-2, 7-5, 6-2             | Tableau |
| 53 | 08/09/2008 | BCR Open Romania, Bucarest                                    | Int' Series    | 349 000 €   | Terre (ext.)    | Gilles Simon          | Carlos Moyà           | 6-3, 6-4                  | Tableau |
| 54 | 22/09/2008 | Thailand Open, Bangkok                                        | Int' Series    | 551 000 $   | Dur (int.)      | Jo-Wilfried Tsonga    | Novak Djokovic        | 7-64, 6-4                 | Tableau |
| 55 | 22/09/2008 | China Open, Pékin                                             | Int' Series    | 499 000 $   | Dur (ext.)      | Andy Roddick          | Dudi Sela             | 6-4, 66-7, 6-3            | Tableau |
| 56 | 29/09/2008 | Open de Moselle, Metz                                         | Int' Series    | 349 000 €   | Dur (int.)      | Dmitri Toursounov     | Paul-Henri Mathieu    | 7-66, 1-6, 6-4            | Tableau |
| 57 | 29/09/2008 | AIG Japan Open Tennis Championships, Tokyo                    | Series Gold    | 769 000 $   | Dur (ext.)      | Tomáš Berdych         | Juan Martín del Potro | 6-1, 6-4                  | Tableau |
| 58 | 06/10/2008 | Kremlin Cup, Moscou                                           | Int' Series    | 1 024 000 $ | Dur (int.)      | Igor Kunitsyn         | Marat Safin           | 7-66, 64-7, 6-3           | Tableau |
| 59 | 06/10/2008 | If Stockholm Open, Stockholm                                  | Int' Series    | 692 000 €   | Dur (int.)      | David Nalbandian      | Robin Söderling       | 6-2, 5-7, 6-3             | Tableau |
| 60 | 06/10/2008 | Bank Austria Tennis Trophy, Vienne                            | Series Gold    | 653 000 €   | Dur (int.)      | Philipp Petzschner    | Gaël Monfils          | 6-4, 6-4                  | Tableau |
| 61 | 12/10/2008 | Mutua Madrileña Masters Madrid, Madrid                        | Masters Series | 2 057 000 € | Dur (int.)      | Andy Murray           | Gilles Simon          | 6-4, 7-66                 | Tableau |
| 62 | 20/10/2008 | Davidoff Swiss Indoors Basel, Bâle                            | Int' Series    | 870 000 €   | Dur (int.)      | Roger Federer         | David Nalbandian      | 6-3, 6-4                  | Tableau |
| 63 | 20/10/2008 | Grand Prix de tennis de Lyon, Lyon                            | Int' Series    | 692 000 €   | Moquette (int.) | Robin Söderling       | Julien Benneteau      | 6-3, 65-7, 6-1            | Tableau |
| 64 | 20/10/2008 | St. Petersburg Open, Saint-Pétersbourg                        | Int' Series    | 1 024 000 $ | Dur (int.)      | Andy Murray           | Andrey Golubev        | 6-1, 6-1                  | Tableau |
| 65 | 26/10/2008 | BNP Paribas Masters, Paris                                    | Masters Series | 2 057 000 € | Dur (int.)      | Jo-Wilfried Tsonga    | David Nalbandian      | 6-3, 4-6, 6-4             | Tableau |
| 66 | 09/11/2008 | Tennis Masters Cup, Shanghai                                  | Masters        | 3 800 000 $ | Dur (int.)      | Novak Djokovic        | Nikolay Davydenko     | 6-1, 7-5                  | Tableau |

### Double
| No | Date       | Nom et lieu du tournoi                                       | Catégorie      | Dotation    | Surface         | Vainqueurs                            | Finalistes                            | Score                 | [ 1 ]   |
| -- | ---------- | ------------------------------------------------------------ | -------------- | ----------- | --------------- | ------------------------------------- | ------------------------------------- | --------------------- | ------- |
| 1  | 31/12/2007 | Next Generation Adelaide International Adélaïde              | Int' Series    | 440 000 $   | Dur (ext.)      | Martín García Marcelo Melo            | Chris Guccione Robert Smeets          | 6-3, 3-6, [10-7]      | Tableau |
| 2  | 31/12/2007 | Chennai Open Chennai                                         | Int' Series    | 411 000 $   | Dur (ext.)      | Sanchai Ratiwatana Sonchat Ratiwatana | Márcos Baghdatís Marc Gicquel         | 6-4, 7-5              | Tableau |
| 3  | 31/12/2007 | Qatar ExxonMobil Open Doha                                   | Int' Series    | 1 024 000 $ | Dur (ext.)      | Philipp Kohlschreiber David Škoch     | Jeff Coetzee Wesley Moodie            | 6-4, 4-6, [11-9]      | Tableau |
| 4  | 07/01/2008 | Heineken Open Auckland                                       | Int' Series    | 439 000 $   | Dur (ext.)      | Luis Horna Juan Mónaco                | Xavier Malisse Jürgen Melzer          | 6-4, 3-6, [10-7]      | Tableau |
| 5  | 07/01/2008 | Medibank International Sydney                                | Int' Series    | 440 000 $   | Dur (ext.)      | Richard Gasquet Jo-Wilfried Tsonga    | Bob Bryan Mike Bryan                  | 4-6, 6-4, [11-9]      | Tableau |
| 6  | 14/01/2008 | Australian Open Melbourne                                    | G. Chelem      | 9 609 $     | Dur (ext.)      | Jonathan Erlich Andy Ram              | Arnaud Clément Michaël Llodra         | 7-5, 7-64             | Tableau |
| 7  | 28/01/2008 | Movistar Open Viña del Mar                                   | Int' Series    | 437 000 $   | Terre (ext.)    | José Acasuso Sebastián Prieto         | Máximo González Juan Mónaco           | 6-1, 3-0 ab.          | Tableau |
| 8  | 11/02/2008 | Brasil Open Costa do Sauípe                                  | Int' Series    | 460 000 $   | Terre (ext.)    | Marcelo Melo André Sá                 | Albert Montañés Santiago Ventura      | 4-6, 6-2, [10-7]      | Tableau |
| 9  | 11/02/2008 | Delray Beach International Tennis Championships Delray Beach | Int' Series    | 411 000 $   | Dur (ext.)      | Max Mirnyi Jamie Murray               | Bob Bryan Mike Bryan                  | 6-4, 3-6, [10-6]      | Tableau |
| 10 | 11/02/2008 | Open 13 Marseille                                            | Int' Series    | 513 000 €   | Dur (int.)      | Martin Damm Pavel Vízner              | Yves Allegro Jeff Coetzee             | 7-60, 7-5             | Tableau |
| 11 | 18/02/2008 | Copa Telmex Buenos Aires                                     | Int' Series    | 441 000 $   | Terre (ext.)    | Agustín Calleri Luis Horna            | Werner Eschauer Peter Luczak          | 6-0, 66-7, [10-2]     | Tableau |
| 12 | 18/02/2008 | ABN AMRO World Tennis Tournament Rotterdam                   | Series Gold    | 803 000 €   | Dur (int.)      | Tomáš Berdych Dmitri Toursounov       | Philipp Kohlschreiber Mikhail Youzhny | 7-5, 3-6, [10-7]      | Tableau |
| 13 | 18/02/2008 | SAP Open San José                                            | Int' Series    | 411 000 $   | Dur (int.)      | Scott Lipsky David Martin             | Bob Bryan Mike Bryan                  | 7-64, 7-5             | Tableau |
| 14 | 25/02/2008 | Abierto Mexicano Telcel Acapulco                             | Series Gold    | 769 000 $   | Terre (ext.)    | Oliver Marach Michal Mertiňák         | Agustín Calleri Luis Horna            | 6-2, 63-7, [10-7]     | Tableau |
| 15 | 25/02/2008 | Regions Morgan Keegan Championships Memphis                  | Series Gold    | 769 000 $   | Dur (int.)      | Mahesh Bhupathi Mark Knowles          | Sanchai Ratiwatana Sonchat Ratiwatana | 7-65, 6-2             | Tableau |
| 16 | 25/02/2008 | PBZ Zagreb Indoors Zagreb                                    | Int' Series    | 349 000 €   | Dur (int.)      | Paul Hanley Jordan Kerr               | Christopher Kas Rogier Wassen         | 6-3, 3-6, [10-8]      | Tableau |
| 17 | 03/03/2008 | The Barclays Dubai Tennis Championships Dubaï                | Series Gold    | 1 401 000 $ | Dur (ext.)      | Mahesh Bhupathi Mark Knowles          | Martin Damm Pavel Vízner              | 7-5, 7-67             | Tableau |
| 18 | 03/03/2008 | Tennis Channel Open Las Vegas                                | Int' Series    | 411 000 $   | Dur (ext.)      | Julien Benneteau Michaël Llodra       | Bob Bryan Mike Bryan                  | 6-4, 4-6, [10-8]      | Tableau |
| 19 | 13/03/2008 | Pacific Life Open Indian Wells                               | Masters Series | 3 339 000 $ | Dur (ext.)      | Jonathan Erlich Andy Ram              | Daniel Nestor Nenad Zimonjić          | 6-4, 6-4              | Tableau |
| 20 | 27/03/2008 | Sony Ericsson Open Miami                                     | Masters Series | 3 520 000 $ | Dur (ext.)      | Bob Bryan Mike Bryan                  | Mahesh Bhupathi Mark Knowles          | 6-2, 6-2              | Tableau |
| 21 | 14/04/2008 | Estoril Open Estoril                                         | Int' Series    | 349 000 €   | Terre (ext.)    | Jeff Coetzee Wesley Moodie            | Jamie Murray Kevin Ullyett            | 6-2, 4-6, [10-8]      | Tableau |
| 22 | 14/04/2008 | US Men's Clay Court Championship Houston                     | Int' Series    | 411 000 $   | Terre (ext.)    | Ernests Gulbis Rainer Schüttler       | Pablo Cuevas Marcel Granollers        | 7-5, 7-63             | Tableau |
| 23 | 14/04/2008 | Open de Tenis Comunidad Valenciana Valence                   | Int' Series    | 349 000 €   | Terre (ext.)    | Máximo González Juan Mónaco           | Travis Parrott Filip Polášek          | 7-5, 7-5              | Tableau |
| 24 | 20/04/2008 | Masters Series Monte-Carlo presented by Rolex Monte-Carlo    | Masters Series | 2 057 000 € | Terre (ext.)    | Rafael Nadal Tommy Robredo            | Mahesh Bhupathi Mark Knowles          | 6-3, 6-3              | Tableau |
| 25 | 28/04/2008 | Open Sabadell Atlántico Barcelone                            | Series Gold    | 803 000 €   | Terre (ext.)    | Bob Bryan Mike Bryan                  | Mariusz Fyrstenberg Marcin Matkowski  | 6-3, 6-2              | Tableau |
| 26 | 28/04/2008 | BMW Open by FWU AG Munich                                    | Int' Series    | 349 000 €   | Terre (ext.)    | Michael Berrer Rainer Schüttler       | Scott Lipsky David Martin             | 7-5, 3-6, [10-8]      | Tableau |
| 27 | 05/05/2008 | Internazionali BNL d'Italia Rome                             | Masters Series | 2 057 000 € | Terre (ext.)    | Bob Bryan Mike Bryan                  | Daniel Nestor Nenad Zimonjić          | 3-6, 6-4, [10-8]      | Tableau |
| 28 | 11/05/2008 | Masters Series Hamburg presented by EON Hanse Hambourg       | Masters Series | 2 057 000 € | Terre (ext.)    | Daniel Nestor Nenad Zimonjić          | Bob Bryan Mike Bryan                  | 6-4, 5-7, [10-8]      | Tableau |
| 29 | 18/05/2008 | Grand-Prix Hassan II Casablanca                              | Int' Series    | 349 000 €   | Terre (ext.)    | Albert Montañés Santiago Ventura      | James Cerretani Todd Perry            | 6-1, 6-2              | Tableau |
| 30 | 18/05/2008 | Hypo Group Tennis International Pörtschach                   | Int' Series    | 349 000 €   | Terre (ext.)    | Marcelo Melo André Sá                 | Julian Knowle Jürgen Melzer           | 7-5, 63-7, [13-11]    | Tableau |
| 31 | 25/05/2008 | Roland-Garros Paris                                          | G. Chelem      | 7 077 680 € | Terre (ext.)    | Pablo Cuevas Luis Horna               | Daniel Nestor Nenad Zimonjić          | 6-2, 6-3              | Tableau |
| 32 | 09/06/2008 | Gerry Weber Open Halle (Westf.)                              | Int' Series    | 692 000 €   | Gazon (ext.)    | Mikhail Youzhny Mischa Zverev         | Lukáš Dlouhý Leander Paes             | 3-6, 6-4, [10-3]      | Tableau |
| 33 | 09/06/2008 | The Artois Championships Londres                             | Int' Series    | 692 000 €   | Gazon (ext.)    | Daniel Nestor Nenad Zimonjić          | Marcelo Melo André Sá                 | 6-4, 7-63             | Tableau |
| 34 | 09/06/2008 | Orange Warsaw Open Varsovie                                  | Int' Series    | 404 000 €   | Terre (ext.)    | Mariusz Fyrstenberg Marcin Matkowski  | Nikolay Davydenko Yuri Schukin        | 6-0, 3-6, [10-4]      | Tableau |
| 35 | 15/06/2008 | Ordina Open Bois-le-Duc                                      | Int' Series    | 349 000 €   | Gazon (ext.)    | Mario Ančić Jürgen Melzer             | Mahesh Bhupathi Leander Paes          | 7-65, 6-3             | Tableau |
| 36 | 16/06/2008 | The Slazenger Open Nottingham                                | Int' Series    | 349 000 €   | Gazon (ext.)    | Bruno Soares Kevin Ullyett            | Jeff Coetzee Jamie Murray             | 6-2, 7-65             | Tableau |
| 37 | 23/06/2008 | The Championships Wimbledon                                  | G. Chelem      | 5 257 000 £ | Gazon (ext.)    | Daniel Nestor Nenad Zimonjić          | Jonas Björkman Kevin Ullyett          | 7-612, 63-7, 6-3, 6-3 | Tableau |
| 38 | 07/07/2008 | Catella Swedish Open Båstad                                  | Int' Series    | 305 000 €   | Terre (ext.)    | Jonas Björkman Robin Söderling        | Johan Brunström Jean-Julien Rojer     | 6-2, 6-2              | Tableau |
| 39 | 07/07/2008 | Allianz Suisse Open Gstaad                                   | Int' Series    | 368 000 €   | Terre (ext.)    | Jaroslav Levinský Filip Polášek       | Stéphane Bohli Stanislas Wawrinka     | 3-6, 6-2, [11-9]      | Tableau |
| 40 | 07/07/2008 | Campbell’s Hall of Fame Tennis Championships Newport         | Int' Series    | 360 000 $   | Gazon (ext.)    | Mardy Fish John Isner                 | Rohan Bopanna Aisam-Ul-Haq Qureshi    | 6-4, 7-61             | Tableau |
| 41 | 07/07/2008 | MercedesCup Stuttgart                                        | Series Gold    | 547 000 €   | Terre (ext.)    | Christopher Kas Philipp Kohlschreiber | Michael Berrer Mischa Zverev          | 6-3, 6-4              | Tableau |
| 42 | 14/07/2008 | Dutch Open Tennis Amersfoort                                 | Int' Series    | 305 000 €   | Terre (ext.)    | František Čermák Rogier Wassen        | Jesse Huta Galung Igor Sijsling       | 7-5, 7-5              | Tableau |
| 43 | 14/07/2008 | Indianapolis Tennis Championships Indianapolis               | Int' Series    | 500 000 $   | Dur (ext.)      | Ashley Fisher Tripp Phillips          | Scott Lipsky David Martin             | 3-6, 6-3, [10-5]      | Tableau |
| 44 | 14/07/2008 | Austrian Open Kitzbühel                                      | Series Gold    | 550 000 €   | Terre (ext.)    | James Cerretani Victor Hănescu        | Lucas Arnold Ker Olivier Rochus       | 6-3, 7-5              | Tableau |
| 45 | 14/07/2008 | Studena Croatia Open Umag                                    | Int' Series    | 305 000 €   | Terre (ext.)    | Michal Mertiňák Petr Pála             | Carlos Berlocq Fabio Fognini          | 2-6, 6-3, [10-5]      | Tableau |
| 46 | 21/07/2008 | Rogers Cup Toronto                                           | Masters Series | 2 365 000 $ | Dur (ext.)      | Daniel Nestor Nenad Zimonjić          | Bob Bryan Mike Bryan                  | 6-2, 4-6, [10-6]      | Tableau |
| 47 | 28/07/2008 | Western & Southern Financial Group Masters Cincinnati        | Masters Series | 2 365 000 $ | Dur (ext.)      | Bob Bryan Mike Bryan                  | Jonathan Erlich Andy Ram              | 4-6, 7-62, [10-7]     | Tableau |
| 48 | 04/08/2008 | Countrywide Classic Los Angeles                              | Int' Series    | 450 000 $   | Dur (ext.)      | Rohan Bopanna Eric Butorac            | Travis Parrott Dušan Vemić            | 7-65, 7-65            | Tableau |
| 49 | 10/08/2008 | Legg Mason Tennis Classic Washington                         | Int' Series    | 483 000 $   | Dur (ext.)      | Marc Gicquel Robert Lindstedt         | Bruno Soares Kevin Ullyett            | 7-66, 6-3             | Tableau |
| 50 | 11/08/2008 | Jeux olympiques Pékin                                        | J. olympiques  | NC $        | Dur (ext.)      | Roger Federer Stanislas Wawrinka      | Simon Aspelin Thomas Johansson        | 6-3, 6-4, 64-7, 6-3   | Tableau |
| 51 | 17/08/2008 | Pilot Pen Tennis New Haven                                   | Int' Series    | 683 000 $   | Dur (ext.)      | Marcelo Melo André Sá                 | Mahesh Bhupathi Mark Knowles          | 7-5, 6-2              | Tableau |
| 52 | 25/08/2008 | US Open Flushing Meadows                                     | G. Chelem      | 9 350 000 $ | Dur (ext.)      | Bob Bryan Mike Bryan                  | Lukáš Dlouhý Leander Paes             | 7-65, 7-610           | Tableau |
| 53 | 08/09/2008 | BCR Open Romania Bucarest                                    | Int' Series    | 349 000 €   | Terre (ext.)    | Nicolas Devilder Paul-Henri Mathieu   | Mariusz Fyrstenberg Marcin Matkowski  | 7-64, 69-7, [22-20]   | Tableau |
| 54 | 22/09/2008 | Thailand Open Bangkok                                        | Int' Series    | 551 000 $   | Dur (int.)      | Lukáš Dlouhý Leander Paes             | Scott Lipsky David Martin             | 6-4, 7-64             | Tableau |
| 55 | 22/09/2008 | China Open Pékin                                             | Int' Series    | 499 000 $   | Dur (ext.)      | Stephen Huss Ross Hutchins            | Ashley Fisher Bobby Reynolds          | 7-5, 6-4              | Tableau |
| 56 | 29/09/2008 | Open de Moselle Metz                                         | Int' Series    | 349 000 €   | Dur (int.)      | Arnaud Clément Michaël Llodra         | Mariusz Fyrstenberg Marcin Matkowski  | 5-7, 6-3, [10-8]      | Tableau |
| 57 | 29/09/2008 | AIG Japan Open Tennis Championships Tokyo                    | Series Gold    | 769 000 $   | Dur (ext.)      | Mikhail Youzhny Mischa Zverev         | Lukáš Dlouhý Leander Paes             | 6-3, 6-4              | Tableau |
| 58 | 06/10/2008 | Kremlin Cup Moscou                                           | Int' Series    | 1 024 000 $ | Dur (int.)      | Serhiy Stakhovsky Potito Starace      | Stephen Huss Ross Hutchins            | 7-64, 2-6, [10-6]     | Tableau |
| 59 | 06/10/2008 | If Stockholm Open Stockholm                                  | Int' Series    | 692 000 €   | Dur (int.)      | Jonas Björkman Kevin Ullyett          | Johan Brunström Michael Ryderstedt    | 6-1, 6-3              | Tableau |
| 60 | 06/10/2008 | Bank Austria Tennis Trophy Vienne                            | Series Gold    | 653 000 €   | Dur (int.)      | Max Mirnyi Andy Ram                   | Philipp Petzschner Alexander Peya     | 6-1, 7-5              | Tableau |
| 61 | 12/10/2008 | Mutua Madrileña Masters Madrid Madrid                        | Masters Series | 2 057 000 € | Dur (int.)      | Mariusz Fyrstenberg Marcin Matkowski  | Mahesh Bhupathi Mark Knowles          | 6-4, 6-2              | Tableau |
| 62 | 20/10/2008 | Davidoff Swiss Indoors Basel Bâle                            | Int' Series    | 870 000 €   | Dur (int.)      | Mahesh Bhupathi Mark Knowles          | Christopher Kas Philipp Kohlschreiber | 6-3, 6-3              | Tableau |
| 63 | 20/10/2008 | Grand Prix de tennis de Lyon Lyon                            | Int' Series    | 692 000 €   | Moquette (int.) | Michaël Llodra Andy Ram               | Stephen Huss Ross Hutchins            | 6-3, 5-7, [10-8]      | Tableau |
| 64 | 20/10/2008 | St. Petersburg Open Saint-Pétersbourg                        | Int' Series    | 1 024 000 $ | Dur (int.)      | Travis Parrott Filip Polášek          | Rohan Bopanna Max Mirnyi              | 3-6, 7-64, [10-8]     | Tableau |
| 65 | 26/10/2008 | BNP Paribas Masters Paris                                    | Masters Series | 2 057 000 € | Dur (int.)      | Jonas Björkman Kevin Ullyett          | Jeff Coetzee Wesley Moodie            | 6-2, 6-2              | Tableau |
| 66 | 09/11/2008 | Tennis Masters Cup Shanghai                                  | Masters        | 750 000 $   | Dur (int.)      | Daniel Nestor Nenad Zimonjić          | Bob Bryan Mike Bryan                  | 7-63, 6-2             | Tableau |

### Double mixte
| No | Date       | Nom et lieu du tournoi      | Catégorie | Dotation      | Surface      | Vainqueurs                  | Finalistes                        | Score     |         |
| -- | ---------- | --------------------------- | --------- | ------------- | ------------ | --------------------------- | --------------------------------- | --------- | ------- |
| 1  | 14/01/2008 | Australian Open Melbourne   | G. Chelem | 9 609 870 AU$ | Dur (ext.)   | Sun Tiantian Nenad Zimonjić | Sania Mirza Mahesh Bhupathi       | 7-64, 6-4 | Tableau |
| 2  | 25/05/2008 | Roland-Garros Paris         | G. Chelem | 7 077 680 €   | Terre (ext.) | Victoria Azarenka Bob Bryan | Katarina Srebotnik Nenad Zimonjić | 6–2, 7–64 | Tableau |
| 3  | 23/06/2008 | The Championships Wimbledon | G. Chelem | 5 257 000 £   | Gazon (ext.) | Samantha Stosur Bob Bryan   | Katarina Srebotnik Mike Bryan     | 7-5, 6-4  | Tableau |
| 4  | 25/08/2008 | US Open Flushing Meadows    | G. Chelem | 9 350 000 $   | Dur (ext.)   | Cara Black Leander Paes     | Liezel Huber Jamie Murray         | 7-66, 6-4 | Tableau |

### Compétitions par équipes
| | Argentine       | 1                                  | -   | 3    | Espagne |   |   |
| --- | --------------- | ---------------------------------- | --- | ---- | ------- | - | - |
| Estadio Polideportivo Islas Malvinas, Mar del Plata, Argentine |                 |                                    |     |      |         |   |   |
| du 21 au 23 novembre 2008 sur dur (int.) |                 |                                    |     |      |         |   |   |
| \| 1 \| \| David Nalbandian \| 6 \| 6 \| 6 \| \| \| \| 1 \| \| David Ferrer \| 3 \| 2 \| 3 \| \| \| \| 2 \| \| Juan Martín del Potro \| 6 \| 62 \| 64 \| 3 \| \| \| 2 \| \| Feliciano López \| 4 \| 7 \| 7 \| 6 \| \| \| 3 \| \| Agustín Calleri - David Nalbandian \| 7 \| 5 \| 65 \| 3 \| \| \| 3 \| \| F. López - F. Verdasco \| 5 \| 7 \| 7 \| 6 \| \| \| \| \| \| \| \| \| \| \| \| 4 \| \| José Acasuso \| 3 \| 7 \| 6 \| 3 \| 1 \| \| 4 \| \| Fernando Verdasco \| 6 \| 63 \| 4 \| 6 \| 6 \| \| \| \| \| \| \| \| \| \| \| 5 \| \| David Nalbandian \| Non \| joué \| \| \| \| \| 5 \| Feliciano López \| \| \| \| \| \| \| \| \| \| \| \| \| \| \| \| |                 |                                    |     |      |         |   |   |
| 1 |                 | David Nalbandian                   | 6   | 6    | 6       |   |   |
| 1 |                 | David Ferrer                       | 3   | 2    | 3       |   |   |
| 2 |                 | Juan Martín del Potro              | 6   | 62   | 64      | 3 |   |
| 2 |                 | Feliciano López                    | 4   | 7    | 7       | 6 |   |
| 3 |                 | Agustín Calleri - David Nalbandian | 7   | 5    | 65      | 3 |   |
| 3 |                 | F. López - F. Verdasco             | 5   | 7    | 7       | 6 |   |
| |                 |                                    |     |      |         |   |   |
| 4 |                 | José Acasuso                       | 3   | 7    | 6       | 3 | 1 |
| 4 |                 | Fernando Verdasco                  | 6   | 63   | 4       | 6 | 6 |
| |                 |                                    |     |      |         |   |   |
| 5 |                 | David Nalbandian                   | Non | joué |         |   |   |
| 5 | Feliciano López |                                    |     |      |         |   |   |
| |                 |                                    |     |      |         |   |   |

| 1 |                 | David Nalbandian                   | 6   | 6    | 6  |   |   |
| 1 |                 | David Ferrer                       | 3   | 2    | 3  |   |   |
| 2 |                 | Juan Martín del Potro              | 6   | 62   | 64 | 3 |   |
| 2 |                 | Feliciano López                    | 4   | 7    | 7  | 6 |   |
| 3 |                 | Agustín Calleri - David Nalbandian | 7   | 5    | 65 | 3 |   |
| 3 |                 | F. López - F. Verdasco             | 5   | 7    | 7  | 6 |   |
|   |                 |                                    |     |      |    |   |   |
| 4 |                 | José Acasuso                       | 3   | 7    | 6  | 3 | 1 |
| 4 |                 | Fernando Verdasco                  | 6   | 63   | 4  | 6 | 6 |
|   |                 |                                    |     |      |    |   |   |
| 5 |                 | David Nalbandian                   | Non | joué |    |   |   |
| 5 | Feliciano López |                                    |     |      |    |   |   |
|   |                 |                                    |     |      |    |   |   |

|  | Équipe 1 | Score | Équipe 2   |  |
|  | Serbie   | 1 – 2 | États-Unis |  |

| Ordre des matchs | Joueurs                          | Points au premier set | Points au second set | Points au troisième set |
| ---------------- | -------------------------------- | --------------------- | -------------------- | ----------------------- |
| 1                | Jelena Janković                  | Forfait               |                      |                         |
| 1                | Serena Williams                  |                       |                      |                         |
|                  |                                  |                       |                      |                         |
| 2                | Novak Djokovic                   | 6                     | 64                   | 7                       |
| 2                | Mardy Fish                       | 2                     | 7                    | 64                      |
|                  |                                  |                       |                      |                         |
| 3                | Jelena Janković - Novak Djokovic | 64                    | 2                    |                         |
| 3                | Serena Williams - Mardy Fish     | 7                     | 6                    |                         |

|  | Équipe 1 | Score | Équipe 2 |  |
|  | Suède    | 2 – 1 | Russie   |  |

| Ordre des matchs | Joueurs                            | Points au premier set | Points au second set | Points au troisième set |
| ---------------- | ---------------------------------- | --------------------- | -------------------- | ----------------------- |
| 1                | Robin Söderling                    | 6                     | 6                    |                         |
| 1                | Mikhail Youzhny                    | 3                     | 1                    |                         |
|                  |                                    |                       |                      |                         |
| 2                | Thomas Johansson                   | 6                     | 3                    | 4                       |
| 2                | Igor Andreev                       | 2                     | 6                    | 6                       |
|                  |                                    |                       |                      |                         |
| 3                | Robert Lindstedt - Robin Söderling | 4                     | 7                    | 11                      |
| 3                | Dmitri Toursounov - Igor Andreev   | 6                     | 65                   | 9                       |

## Informations statistiques
Les tournois sont listés par ordre chronologique.
Rafael Nadal a remporté le tournoi de Monte-Carlo en simple et en double.

### En simple
| Joueur                | Nombre | Titres                                                                                     |
| Rafael Nadal          | 8      | Monte-Carlo, Barcelone, Hambourg, Roland-Garros, Queen's, Wimbledon, Toronto, J.O de Pékin |
| Andy Murray           | 5      | Doha, Marseille, Cincinnati, Madrid, Saint-Pétersbourg                                     |
| Juan Martín del Potro | 4      | Stuttgart, Kitzbühel, Los Angeles, Washington                                              |
| Roger Federer         | 4      | Estoril, Halle, US Open, Bâle                                                              |
| Novak Djokovic        | 4      | Open d'Australie, Indian Wells, Rome, Masters                                              |
| Nikolay Davydenko     | 3      | Miami, Poertschach, Varsovie                                                               |
| Andy Roddick          | 3      | San José, Dubaï, Pékin                                                                     |
| Gilles Simon          | 3      | Casablanca, Indianapolis, Bucarest                                                         |
| Nicolás Almagro       | 2      | Costa do Sauipe, Acapulco                                                                  |
| David Ferrer          | 2      | Valence, Bois-le-Duc                                                                       |
| Fernando González     | 2      | Viña del Mar, Munich                                                                       |
| Michaël Llodra        | 2      | Adélaïde, Rotterdam                                                                        |
| David Nalbandian      | 2      | Buenos Aires, Stockholm                                                                    |
| Dmitri Toursounov     | 2      | Sydney, Metz                                                                               |
| Jo-Wilfried Tsonga    | 2      | Bangkok, Paris-Bercy                                                                       |
| Tomáš Berdych         | 1      | Tokyo                                                                                      |
| Marin Čilić           | 1      | New Haven                                                                                  |
| Steve Darcis          | 1      | Memphis                                                                                    |
| Marcel Granollers     | 1      | Houston                                                                                    |
| Victor Hănescu        | 1      | Gstaad                                                                                     |
| Ivo Karlović          | 1      | Nottingham                                                                                 |
| Philipp Kohlschreiber | 1      | Auckland                                                                                   |
| Igor Kunitsyn         | 1      | Moscou                                                                                     |
| Albert Montañés       | 1      | Amersfoort                                                                                 |
| Kei Nishikori         | 1      | Delray Beach                                                                               |
| Philipp Petzschner    | 1      | Vienne                                                                                     |
| Sam Querrey           | 1      | Las Vegas                                                                                  |
| Tommy Robredo         | 1      | Båstad                                                                                     |
| Fabrice Santoro       | 1      | Newport                                                                                    |
| Serhiy Stakhovsky     | 1      | Zagreb                                                                                     |
| Robin Söderling       | 1      | Lyon                                                                                       |
| Fernando Verdasco     | 1      | Umag                                                                                       |
| Mikhail Youzhny       | 1      | Chennai                                                                                    |

| Joueur                | Début de carrière | Premier titre |
| Marin Čilić           | 2005              | New Haven     |
| Juan Martín del Potro | 2006              | Stuttgart     |
| Marcel Granollers     | 2003              | Houston       |
| Victor Hănescu        | 2000              | Gstaad        |
| Igor Kunitsyn         | 1999              | Moscou        |
| Albert Montañés       | 1999              | Amersfoort    |
| Kei Nishikori         | 2007              | Delray Beach  |
| Philipp Petzschner    | 2001              | Vienne        |
| Sam Querrey           | 2006              | Las Vegas     |
| Serhiy Stakhovsky     | 2003              | Zagreb        |
| Jo-Wilfried Tsonga    | 2004              | Bangkok       |

| Pays        | Nombre | Titres |
| Espagne     | 16     | Costa do Sauipe, Acapulco, Valence, Houston, Monte-Carlo, Barcelone, Hambourg, Roland-Garros, Queen's, Bois-le-Duc, Wimbledon, Båstad, Amersfoort, Umag, Toronto, J.O de Pékin |
| France      | 8      | Adélaïde, Rotterdam, Casablanca, Newport, Indianapolis, Bucarest, Bangkok, Paris-Bercy                                                                                         |
| Russie      | 7      | Sydney, Chennai, Miami, Poertschach, Varsovie, Metz, Moscou |
| Argentine   | 6      | Buenos Aires, Stuttgart, Kitzbühel, Los Angeles, Washington, Stockholm |
| Royaume-Uni | 5      | Doha, Marseille, Cincinnati, Madrid, Saint-Pétersbourg |
| Serbie      | 4      | Open d'Australie, Indian Wells, Rome, Masters |
| Suisse      | 4      | Estoril, Halle, US Open, Bâle |
| États-Unis  | 4      | San José, Dubaï, Las Vegas, Pékin |
| Allemagne   | 2      | Auckland, Vienne |
| Chili       | 2      | Viña del Mar, Munich |
| Croatie     | 2      | Nottingham, New Haven |
| Belgique    | 1      | Memphis |
| Japon       | 1      | Delray Beach |
| Roumanie    | 1      | Gstaad |
| Tchéquie    | 1      | Tokyo |
| Suède       | 1      | Lyon |
| Ukraine     | 1      | Zagreb |

### En double
| Joueur                               | Nombre | Titre(s)                                           |
| Daniel Nestor Nenad Zimonjić         | 5      | Hambourg, Queen's, Wimbledon, Toronto et Masters   |
| Bob Bryan Mike Bryan                 | 5      | Miami, Barcelone, Rome, Cincinnati et US Open      |
| Marcelo Melo                         | 4      | Adélaïde, Costa do Sauípe, Pörtschach et New Haven |
| Andy Ram                             | 3      | Melbourne, Indian Wells et Vienne                  |
| Luis Horna                           | 3      | Auckland, Buenos Aires et Roland Garros            |
| Kevin Ullyett                        | 3      | Nottingham, Stockholm et Paris-Bercy               |
| Jonas Björkman                       | 3      | Båstad, Stockholm et Paris-Bercy                   |
| Mahesh Bhupathi Mark Knowles         | 3      | Memphis, Dubaï et Bâle                             |
| Michaël Llodra                       | 3      | Las Vegas, Metz et Lyon                            |
| André Sá                             | 3      | Costa do Sauípe, Pörtschach et New Haven           |
| Jonathan Erlich                      | 2      | Melbourne et Indian Wells                          |
| Mariusz Fyrstenberg Marcin Matkowski | 2      | Varsovie et Madrid                                 |
| Philipp Kohlschreiber                | 2      | Doha et Stuttgart                                  |
| Rainer Schüttler                     | 2      | Houston et Munich                                  |
| Mischa Zverev Mikhail Youzhny        | 2      | Halle et Tokyo                                     |
| Juan Mónaco                          | 2      | Auckland et Valence                                |
| Michal Mertiňák                      | 2      | Umag et Acapulco                                   |
| Filip Polášek                        | 2      | Saint-Pétersbourg et Gstaad                        |
| Max Mirnyi                           | 2      | Delray Beach et Vienne                             |

| Joueur             | Début de carrière | Premier titre |
| John Isner         | 2007              | Newport       |
| James Cerretani    | 2005              | Kitzbühel     |
| Filip Polášek      | 2005              | Gstaad        |
| Pablo Cuevas       | 2004              | Roland Garros |
| Ernests Gulbis     | 2004              | Houston       |
| Mischa Zverev      | 2004              | Halle         |
| Serhiy Stakhovsky  | 2003              | Moscou        |
| Scott Lipsky       | 2003              | San José      |
| David Martin       | 2003              | San José      |
| Rohan Bopanna      | 2003              | Los Angeles   |
| Stanislas Wawrinka | 2002              | Pékin         |
| Tomáš Berdych      | 2002              | Rotterdam     |
| Máximo González    | 2002              | Valence       |
| Juan Mónaco        | 2002              | Auckland      |
| Ross Hutchins      | 2002              | Pékin         |
| Bruno Soares       | 2001              | Nottingham    |
| Christopher Kas    | 2001              | Stuttgart     |
| Robin Söderling    | 2001              | Båstad        |
| Nicolas Devilder   | 2000              | Bucarest      |
| Victor Hănescu     | 2000              | Kitzbühel     |
| Paul-Henri Mathieu | 1999              | Bucarest      |
| Marc Gicquel       | 1999              | Washington    |
| Michael Berrer     | 1999              | Munich        |